# Rafael Ruelas
Rafael Ruelas est un boxeur américain né le 26 avril 1971 à Yerba Buena, Mexique.

## Carrière
Passé professionnel en 1989, il devient champion d'Amérique du Nord des poids plumes en 1991 puis champion du monde des poids légers IBF le 19 février 1994 en battant aux points Freddie Pendleton. Ruelas conserve sa ceinture contre Mike Evgen et Billy Schwer mais perd au second round face à Oscar de la Hoya le 6 mai 1995 lors d'un combat de réunification des ceintures IBF et WBO. Il met un terme à sa carrière en 1999 sur un bilan de 53 victoires et 4 défaites.